# Sint-Jozefkerk (Lamay)

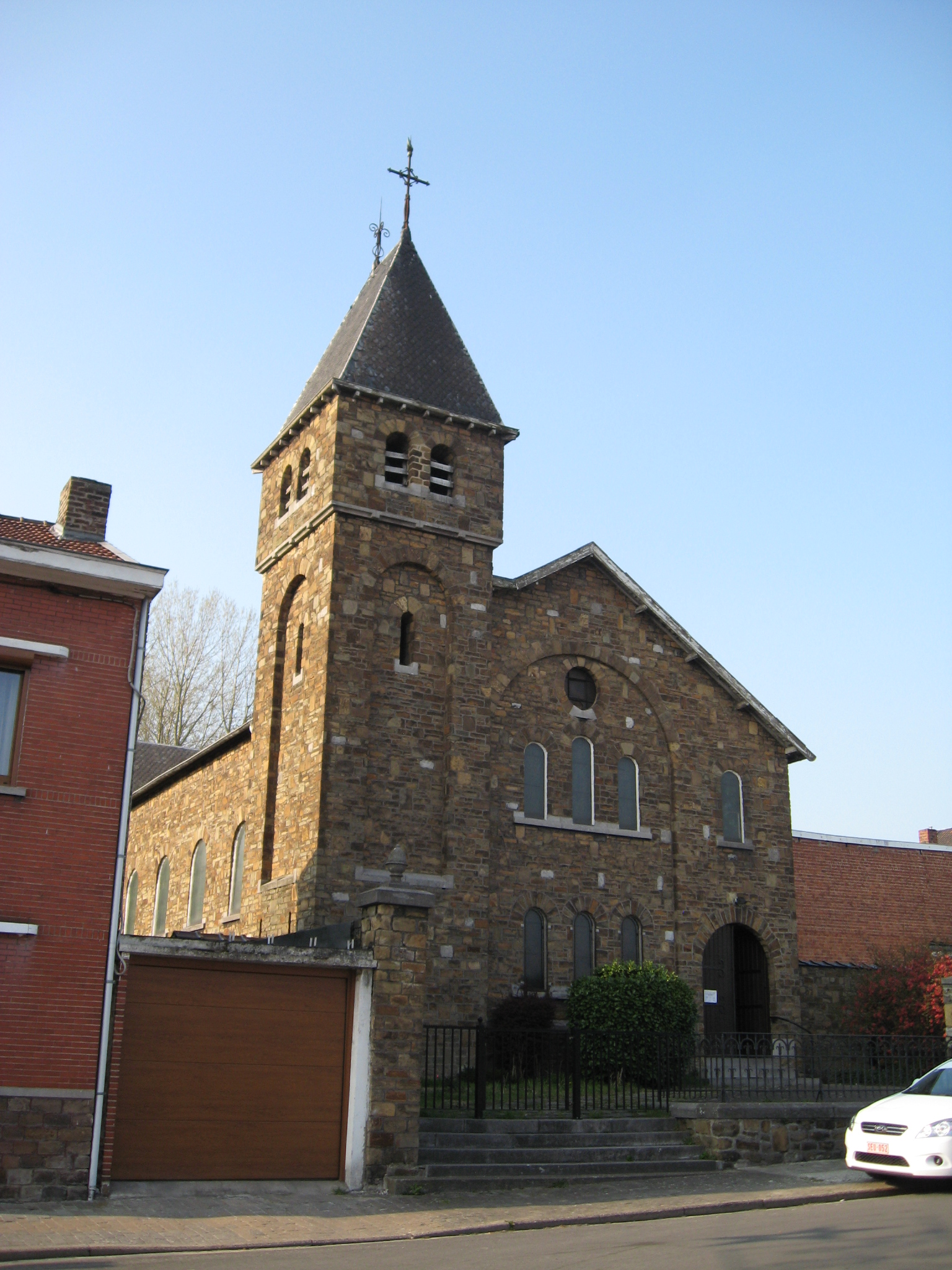
De Sint-Jozefkerk

De Sint-Jozefkerk is de parochiekerk van Lamay, gelegen aan het Place Renan, nabij de Rue Lamay.

## Geschiedenis
In 1899 kreeg Lamay een kapelaan en in 1909 werd de Sint-Jozefparochie in Lamay een zelfstandige parochie in het bisdom Luik. De kerk werd in 1931 gebouwd naar ontwerp van Dewandre.

## Gebouw
Het betreft een neoromaanse kruiskerk met links aangebouwde toren, die gedekt is met een schilddak. Het geheel werd gebouwd in natuursteenblokken.